# Jeremy Hunt (cyklist)
Jeremy Hunt, född 12 mars 1974 i Macklin, Kanada, är en professionell brittisk tävlingscyklist. År 2011 tävlar han för stallet Team Sky.
Jeremy Hunt blev professionell med Banesto 1996 och cyklade för dem under fyra säsonger innan han fortsatte vidare till BigMat-Auber '93 under två år. Under sitt sista år med BigMat-Auber '93 vann Hunt den franska tävlingen GP Ouest-France. Han blev kontrakterad av MBK-Oktos under 2003, men när stallet lade ner gick han till det belgiska stallet MrBookmaker.com-Palmans, därefter kallat Unibet.com Cycling Team, och Hunt tävlade med dem tills spelbolaget Unibet.com drog sig ut som sponsor. I stället kontrakterad det franska UCI ProTour-stallet Crédit Agricole honom inför säsongen 2008. I september 2008 blev det klart att britten skulle cykla för Cervélo TestTeam från 2009.
Han var brittisk mästare 1997 och 2001. Hunt vann GP d'Ouverture La Marseillaise 2007.
Hunt vann etapp 2 av Tour de la Région Wallonne 2005 före Tomas Vaitkus och Marco Velo. Han slutade tvåa på etapp 5 under tävlingen efter italienaren Alberto Ongarato.
Hunt vann den andra etappen av Tour de Langkawi 2008. Senare under tävlingen slutade han tvåa på etapp 9. Senare under säsongen slutade han tvåa på etapper under GP Rota dos Móveis och Delta Tour Zeeland. Jeremy Hunt slutade tvåa i Delta Tour Zeeland efter Chris Sutton och Robert Wagner. 
Den 1 mars 2009 slutade Jeremy Hunt trea på semiklassikern Kuurne-Bryssel-Kuurne bakom Tom Boonen och Bernhard Eisel. Han vann Otley circuit framför Ian Wilkinson och Ben Swift. I juli slutade britten tvåa på etapp 5 av Österrike runt bakom Dries Devenyns. I slutet av juli tog Hunt hem tredje platsen på Blackburn GP. I början av augusti vann han etapp 4 av Tour of Denmark. Britten slutade på andra plats på etapp 2 av Tour du Poitou-Charentes et de la Vienne bakom Jimmy Casper.

## Stall
- 1996-1999 Banesto
- 2000-2002 BigMat-Auber '93
- 2003 MBK-Oktos
- 2004-2005 MrBookmaker.com-Palmans
- 2006-2007 Unibet.com Cycling Team
- 2008 Crédit Agricole
- 2009-2010 Cervélo TestTeam
- 2011- Team Sky